# Andrej Jerman
Andrej Jerman (Tržič, 30 september 1978) is een Sloveense voormalig alpineskiër. Hij vertegenwoordigde zijn vaderland op de Olympische Winterspelen 2002 in Salt Lake City, Verenigde Staten, Olympische Winterspelen 2006 in Turijn, Italië en op de Olympische Winterspelen 2010 in Vancouver, Canada.

## Carrière
Jerman maakte in december 1998 in Val-d'Isère zijn wereldbekerdebuut, in januari 2002 scoorde hij via een achtste plaats in Wengen zijn eerste wereldbekerpunten. Tijdens de Olympische Winterspelen van 2002 in Salt Lake City eindigde de Sloveen als eenentwintigste op de Super-G en als achtentwintigste op de combinatie. In Sankt Moritz nam Jerman deel aan de wereldkampioenschappen alpineskiën 2003. Op dit toernooi eindigde hij als vijftiende op de combinatie, als achtentwintigste op de afdaling en als dertigste op de super-G. Op de wereldkampioenschappen alpineskiën 2005 in Bormio eindigde de Sloveen als vijftiende op de combinatie, als zeventiende op de super-G en als twintigste op de afdaling. Tijdens de Olympische Winterspelen van 2006 eindigde Jerman als negentiende op de combinatie, op zowel de afdaling als de super-G eindigde hij op de achtentwintigste plaats. In januari 2007 boekte de Sloveen in Garmisch-Partenkirchen zijn eerste wereldbekerzege. In Åre nam Jerman deel aan de wereldkampioenschappen alpineskiën 2007. Op dit toernooi eindigde hij als zeventiende op afdaling, als eenentwintigste op super-combinatie en als drieëntwintigste op de super-G. Op de wereldkampioenschappen alpineskiën 2009 in Val d'Isère eindigde de Sloveen als twaalfde op de super-combinatie, als dertiende op de afdaling en als vijfentwintigste op de super-G.

## Resultaten

### Olympische Spelen
| Jaar | Plaats         | Resultaten                                    |
| ---- | -------------- | --------------------------------------------- |
| 2002 | Salt Lake City | 21e Super-G 28e Combinatie                    |
| 2006 | Sestriere      | 19e Combinatie 28e Afdaling 28e Super-G       |
| 2010 | Whistler       | 27e Supercombinatie 28e Afdaling DNF1 Super G |

### Wereldkampioenschappen
| Jaar | Plaats       | Resultaten                                    |
| ---- | ------------ | --------------------------------------------- |
| 2003 | Sankt Moritz | 15e Combinatie 28e Afdaling 30e Super-G       |
| 2005 | Bormio       | 15e Combinatie 17e Super-G 20e Afdaling       |
| 2007 | Åre          | 17e Afdaling 21e Super-Combinatie 23e Super-G |
| 2009 | Val-d'Isère  | 12e Super-Combinatie 13e Afdaling 25e Super-G |
| 2011 | Garmisch-P.  | 16e Super-G 17e Afdaling                      |

### Wereldbeker

#### Eindklasseringen
| Seizoen   | Algm | AD  | RS  | SG  | SC    |
| --------- | ---- | --- | --- | --- | ----- |
| 2001/2002 | 63e  | -   | -   | 44e | Brons |
| 2002/2003 | 52e  | 28e | -   | 35e | 11e   |
| 2003/2004 | 124e | 48e | -   | -   | -     |
| 2004/2005 | 111e | -   | -   | -   | 11e   |
| 2005/2006 | 83e  | 38e | -   | -   | 26e   |
| 2006/2007 | 24e  | 6e  | -   | 33e | 44e   |
| 2007/2008 | 16e  | 7e  | 60e | 17e | 9e    |
| 2008/2009 | 34e  | 16e | -   | 23e | 51e   |
| 2009/2010 | 30e  | 11e | -   | 22e | -     |
| 2010/2011 | 45e  | 18e | -   | 38e | -     |
| 2012/2013 | 129e | 47e | -   | -   | -     |

#### Wereldbekerzeges
| Datum            | Plaats                 | Onderdeel |
| ---------------- | ---------------------- | --------- |
| 23 februari 2007 | Garmisch-Partenkirchen | Afdaling  |
| 29 december 2009 | Bormio                 | Afdaling  |